# La Rivière (Isère)
La Rivière település Franciaországban, Isère megyében. Lakosainak száma 725 fő (2022. január 1.). La Rivière Saint-Quentin-sur-Isère, L’Albenc, Montaud, Poliénas, Saint-Gervais és Autrans-Méaudre-en-Vercors községekkel határos.

## Népesség
A település népességének változása:
| Lakosok száma | 244  | 312  | 363  | 540  | 773  | 770  | 747  | 740  | 734  | 725  |
|               | 1968 | 1982 | 1990 | 2006 | 2013 | 2015 | 2017 | 2019 | 2020 | 2022 |